# Adrien Duquesnoy
Adrien Dusquenoy (26 de noviembre de 1759 - 3 de marzo de 1808) fue una figura principal de la Revolución francesa.
Dusquenoy nació en Briey. Fue elegido como diputado por Nancy, donde fue elegido Alcalde, para el tercer estado de Estados Generales de 1789. Participó en la Toma de la Bastilla, donde dijo la famosa frase: "Sí, ¡verdaderamente  seremos libres! Nuestras manos nunca llevarán cadenas otra vez."
Posteriormente se unió a la Convención Nacional, donde fue considerado como moderado. El Comité de Seguridad Pública empezó a sospechar de él, en las últimas fases del período de El Terror, pero se salvó de la guillotina por la Reacción de Termidor.
Bajo Napoleón, trabajó en el Ministerio del Interior.